# Orquesta Sinfónica de Pittsburgh
La Orquesta Sinfónica de Pittsburgh (en inglés: Pittsburgh Symphony Orchestra, abreviada como PSO) es una agrupación orquestal estadounidense con sede en Pittsburgh, Pennsylvania, que fue fundada en 1895 por Frederic Archer. Su sala de conciertos habitual es el Heinz Hall de Pittsburgh. Manfred Honeck es su director musical desde 2008.

## Historia

### Primera etapa
La orquesta fue fundada en 1895 por la Sociedad de Arte de Pittsburgh, con la dirección de Frederic Archer, que trajo a muchos músicos de la Orquesta Sinfónica de Boston. Archer dejó la orquesta en 1898 y fue reemplazado por Victor Herbert, quien hizo una serie de giras con la orquesta. Herbert fue sucedido por Emil Paur en 1904. Con él, la orquesta atrajo a numerosos directores invitados, tales como Edward Elgar y Richard Strauss. En 1910, la orquesta se disolvió debido a dificultades financieras.

### Reorganización
En 1926 la orquesta fue restaurada gracias a los esfuerzos de los músicos que ensayaban gratis y contribuyeron económicamente para hacer posible la realización de una nueva temporada al año siguiente. Elías Breeskin fue el director en el primer año. En 1930, Antonio Modarelli se convirtió en el director. En 1937 el genial Otto Klemperer, huido de la Alemania nazi, fue contratado para reorganizar la orquesta, pasando esta rápidamente a un nivel de excelencia internacional.
Desde entonces, la orquesta ha experimentado un continuo crecimiento y desarrollo, incluyendo la creación de un fondo considerable. Klemperer aconsejó la contratación de Fritz Reiner (1938-1948) para sucederle y este dirigió la orquesta y fue su director musical durante una década, imponiendo su técnica precisa. Con él, la orquesta hizo una serie de grabaciones con un amplio repertorio, que incluye obras de Mozart, Richard Strauss y Béla Bartók. Entre 1948 y 1952 varios directores invitados llevaron a la orquesta, incluyendo a Leonard Bernstein, Leopold Stokowski, Erich Leinsdorf, Charles Munch, Paul Paray y Victor de Sabata.
Nacido en Italia, de Sabata llegó a Pittsburgh en 1948 en parte debido a la petición de su colega Vladimir Bakaleinikoff que había dirigido en Cincinnati en 1927. La venta de entradas explotó con de Sabata al timón. Era tan popular entre el público local que alrededor de 1.200 personas asistieron a un concierto que realizó durante una de las peores tormentas de nieve de Pittsburgh. Regresó a Pittsburgh en 1949, 1950 y 1951 para actuar con la Sinfónica. La Orquesta Sinfónica de Pittsburgh estableció un puesto de director invitado en su nombre en 2010.
William Steinberg se convirtió en el director musical en 1952. Él promovió una gira europea y una serie de grabaciones que tuvieron un gran éxito de público y salió de la orquesta en 1976. André Previn sustituyó a Steinberg en 1976 y llevó a cabo una serie de conciertos que fueron transmitidos por la PBS. Con la salida de Previn en 1984, Lorin Maazel, que había nacido en Pittsburgh y ya entonces era considerado uno de los mejores directores de orquesta del mundo, se convirtió en consejero musical de la orquesta entre 1984 y 1988, y director musical de 1988 a 1996. Con él, la orquesta alcanzó su punto más alto en cuanto a calidad interpretativa y también realizó una serie internacional de giras. Marvin Hamlisch fue el director principal de música popular desde 1995 hasta su muerte en 2012. Mariss Jansons sustituyó a Maazel y fue director musical desde 1997 hasta que en 2004 fue escogido para dirigir la Orquesta del Concertgebouw y mantuvo la reputación artística de la orquesta.

### La orquesta hoy
En 2005, la orquesta comenzó un período sin director musical. Durante este periodo, tuvo a Yan Pascal Tortelier como director titular invitado, a Sir Andrew Davis como director artístico y a Marek Janowski, como director invitado. 
En enero de 2007, el director de orquesta austriaco Manfred Honeck se convirtió en el nuevo director musical. Dirigió la orquesta por primera vez en mayo de 2006 y volvió en noviembre de 2006. Su contrato inicial era de tres años. En septiembre de 2009, el contrato se extendió hasta la temporada de 2015-2016. En junio de 2007, la orquesta anunció que Leonard Slatkin sería el director invitado residente, en la temporada 2008-2009.
En septiembre de 2010, la Sinfónica de Pittsburgh y Honeck anunciaron la creación del puesto de director invitado Victor de Sabata y el nombramiento del director de orquesta Gianandrea Noseda durante cuatro años, comenzando con la temporada 2010-11.

## Directores
- 1895–1898 Frederic Archer, director principal
- 1898–1904 Victor Herbert
- 1904–1910 Emil Paur
- 1930–1937 Antonio Modarelli
- 1938–1948 Fritz Reiner
- 1948–1952 Vladimir Bakaleinikov
- 1952–1976 William Steinberg
- 1976–1984 André Previn
- 1984–1996 Lorin Maazel
- 1996–2004 Mariss Jansons
- 2008– Manfred Honeck

Otros cargos
- 1937 Otto Klemperer, director invitado.
- 1948–1952 Victor de Sabata, director invitado.
- 2005–2008 Andrew Davis, Marek Janowski, Yan Pascal Tortelier, consejeros artísticos.

## Discografía selecta
La agrupación ha realizado, entre otras, las siguientes grabaciones:
- 1952 – Bloch, E.: Concerto grosso n.º 1; Schuman, W.: Sinfonía n.º 5 "Sinfonía para cuerdas". William Steinberg (Naxos Classical 9.80155).
- 1954 – Rachmaninov, S.: Sinfonía n.º 2. William Steinberg (Naxos Classical 9.80454).
- 1954-56 – Stravinsky: Le sacre de printemps; Rimsky-Korsakov: Scheherazade. William Steinberg (Naxos Classical 9.80268).
- 1954 – Tchaikovksy: Serenata en do mayor; Prokofiev: Sinfonía n.º 1 "Classical". (Naxos Classical 9.80610).
- 2015 – Beethoven: Sinfonías n.º 5 & 7. Manfred Honeck (Reference Records).
- 2022 – Brahms: The Symphonies. William Steinberg (DG).